# Direttiva n° 21

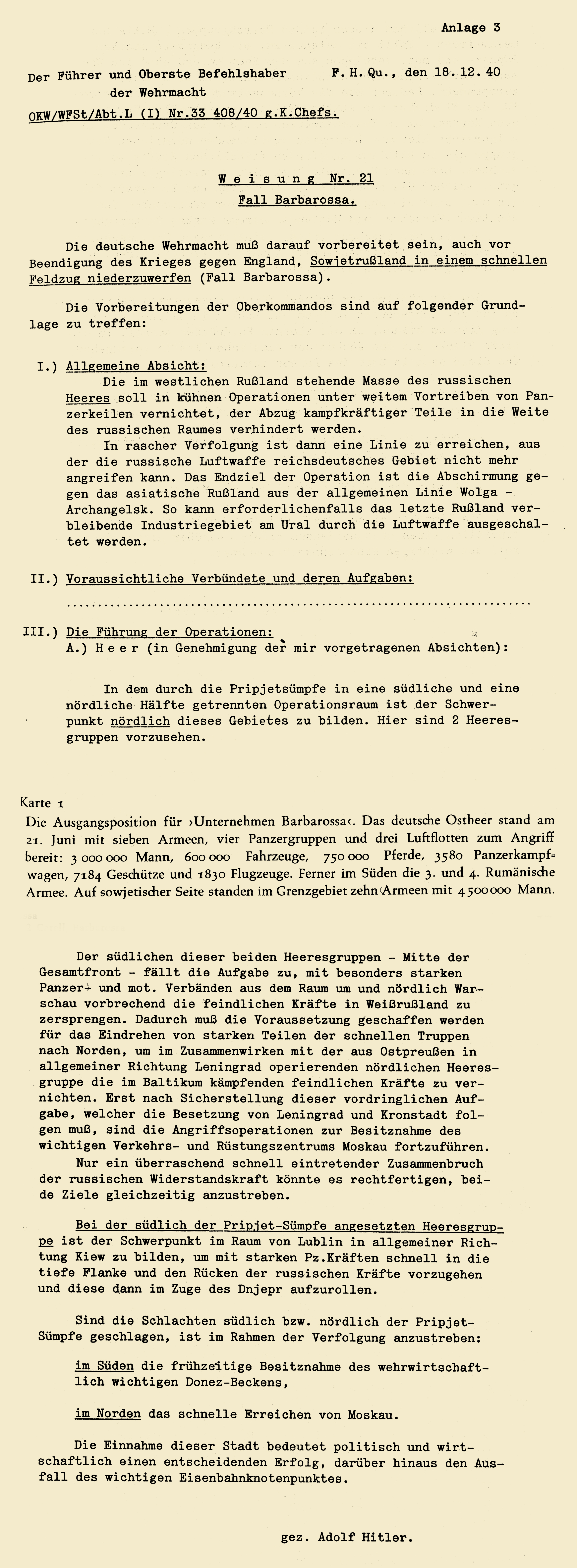
Direttiva n. 21 Caso Barbarossa

La direttiva n° 21 (nota anche come caso o operazione Barbarossa, in tedesco Fall Barbarossa), fu l'ordine di pianificazione dell'invasione dell'Unione Sovietica firmato da Adolf Hitler il 18 dicembre 1940, in cui si esplicavano le linee guida con cui l'Alto Comando della Wehrmacht (Oberkommando der Wehrmacht, OKW) avrebbe dovuto preparare la guerra verso est. Nella direttiva n° 21, l'obiettivo militare finale considerato è l'espansione fino a raggiungere la Russia asiatica sulla cosiddetta Linea Arcangelo-Astrachan'.

## Contesto storico
Dopo il successo della campagna occidentale del 1940 con l'armistizio di Compiègne e il ritiro delle truppe britanniche dall'Europa continentale nella battaglia di Dunkerque, Adolf Hitler credette di poter condurre anche una guerra lampo contro l'Unione Sovietica, indipendentemente dalla firma del patto di non aggressione tedesco-sovietico.
Il lavoro preliminare fu svolto dallo studio Loßberg dell'OKW del 15 settembre 1940 e dal progetto operativo dell'Oberkommando des Heeres nella Germania dell'Est presentato da Erich Marcks il 5 agosto.

## Descrizione
La direttiva stabilì gli obiettivi strategici destinati all'esercito, all'aviazione e alla marina secondo il principio delle armi combinate, nonché i compiti assegnati ai potenziali alleati, Romania e Finlandia. I comandanti in capo delle forze armate coinvolte furono invitati a riferire direttamente a Hitler, in qualità di comandante supremo della Wehrmacht, le istruzioni inviate sul campo per attuare la direttiva.
Hitler fu determinato a trasformare la Wehrmacht in uno strumento di guerra di annientamento razziale-ideologico e ad abolire il limite tra guerra militare e guerra politico-ideologica. Il 30 marzo 1941, ad esempio, in un discorso alla Cancelleria del Reich, informò gli oltre 200 comandanti e capi di stato maggiore delle unità previste per l'operazione Barbarossa di essere interessato alla "battaglia delle due visioni del mondo l'una contro l'altra", la Wehrmacht deve "allontanarsi dal punto di vista del cameratismo militare, il comunista non è un compagno prima e non un compagno dopo. È una guerra di annientamento".
L'istruzione fu attuata dalla Wehrmacht, ad esempio, nell'Ordine del commissario, con gli ordini per la cooperazione dell'esercito con le Einsatzgruppen, dalla corte marziale e dal comportamento delle truppe nell'Unione Sovietica.

## Nel dopoguerra
Dopo la fine della seconda guerra mondiale, fu utilizzato come prova sia nel processo di Norimberga contro i principali criminali di guerra che nel processo Ulm Einsatzgruppen.
Il 20 maggio 2015, il Bundestag tedesco ha deciso di risarcire "simbolicamente" gli ex prigionieri di guerra sovietici sopravvissuti. Si presumeva che circa 4.000 ex soldati ricevessero 2.500 euro ciascuno.